# Arvid Johanson
Arvid Helmer Johanson (* 3. Februar 1929 in Halden; † 6. November 2013 ebenda) war ein norwegischer Politiker der Arbeiderpartiet (Ap). Zwischen 1958 und 1961 sowie zwischen 1964 und 1981 war er Abgeordneter im Storting. Er fungierte von Oktober 1980 bis September 1981 als Öl- und Energieminister seines Landes.

## Leben
Johanson schloss im Jahr 1947 seine Schulzeit ab. Danach arbeitete er bis 1948 als Journalist bei der Zeitung Halden Arbeiderblad. 1949 war er für das Sarpsborg Arbeiderblad tätig, bevor er wieder zum Halden Arbeiderblad zurückkehrte. Johanson studierte von 1952 bis 1953 an der Journalistakademiet und war auch danach weiter als Journalist in Halden tätig.

### Stortingsabgeordneter
Nachdem er bei der Parlamentswahl 1953 bereits Vararepresentant, also potenzieller Ersatzabgeordneter, für den Wahlkreis Østfold geworden war, zog er bei der Parlamentswahl 1957 erstmals direkt in das norwegische Nationalparlament Storting ein. Dort saß Johanson von 1958 bis 1961 im Finanz- und Zollausschuss. Bei seiner Wahl war er 26 Jahre alt und der jüngste Abgeordnete seit 1814. Zwischen 1959 und 1963 saß er zudem im Kommunalparlament von Halden. Bei der folgenden Stortingswahl gelang es ihm nicht, erneut ein Mandat zu erhalten, er wurde stattdessen erneut Vararepresentant. Am 16. Januar 1964 rückte er nach dem Tod seines Parteikollegen Henry Jacobsen fest in das Parlament nach. Dort war es bis zum Ende der Legislaturperiode Mitglied im Protokollausschuss. Zwischen 1962 und 1974 fungierte Johanson als Vorsitzender der Arbeiderpartiet in Østfold.
Nach der Parlamentswahl 1965 kehrte Johanson in den Finanz- und Zollausschuss zurück, dieser wurde 1967 in Finanzausschuss umbenannt. Im Anschluss an die Wahl 1969 wurde er der stellvertretende Vorsitzende des Ausschusses, nach der Stortingswahl 1973 wurde er Sekretär des Finanzausschusses. Im Februar 1975 ging er während der laufenden Legislaturperiode in den Industrieausschuss über. Dort übernahm er den Posten des Vorsitzenden. Diesen behielt er auch nach der Parlamentswahl 1977. Im Oktober 1979 ging er in den Außen- und Konstitutionsausschuss über und wurde dessen Vorsitzender. Von Januar 1978 bis Oktober 1980 war er zudem stellvertretender Fraktionsvorsitzender der Arbeiderpartiet-Gruppierung.

### Minister
Am 3. Oktober 1980 wurde Johanson in der Regierung Nordli zum Öl- und Energieminister ernannt. Er übernahm das Amt seines Parteikollegen Bjartmar Gjerde. Den Ministerposten bekleidete er ab Februar 1981 weiter in der Regierung Brundtland I. Er schied schließlich mit dem Abtritt der Regierung am 14. Oktober 1981 aus seinem Amt aus. Nach seiner Zeit in der Regierung kehrte er als Journalist zum Halden Arbeiderblad zurück. Dort war er von 1982 bis 1993 als Redakteur tätig.
Johanson starb im November 2013 im Alter von 84 Jahren.

## Werke (Auswahl)
- 1979: Fredrikshalds Turnforening 100 år. Halden
- 1985: Grenseland i ufredsår. Halden og distriktet under den andre verdenskrigen 1939-45. Halden
- 1999: Fra union til krig og frigjøring: historien om Halden, Berg og Idd 1900-1950. Halden
- 2004: Skogbruker i Grenseland. Halden